# Fernando Monje
Fernando Monje Vicario, né le 7 mars 1993, est un pilote automobile espagnol.

## Biographie
Fernando Monje a commencé sa carrière en karting à l'âge de douze ans. Il est passé en monoplace en 2009 à l'âge de 16 ans dans le championnat Formul'Academy Euro Series qu'il finit à la dixième place. 
Il passe ensuite aux voitures de tourisme en disputant trois courses en SEAT Leon Supercopa et retourne à la monoplace en Championnat d'Espagne de Formule 3 l'année suivante.
Il accède à la Coupe d'Europe des voitures de tourisme en 2012, où il domine la première manche de Monza et prend part à la catégorie supérieure, le WTCC.